# Tratta barbaresca degli schiavi

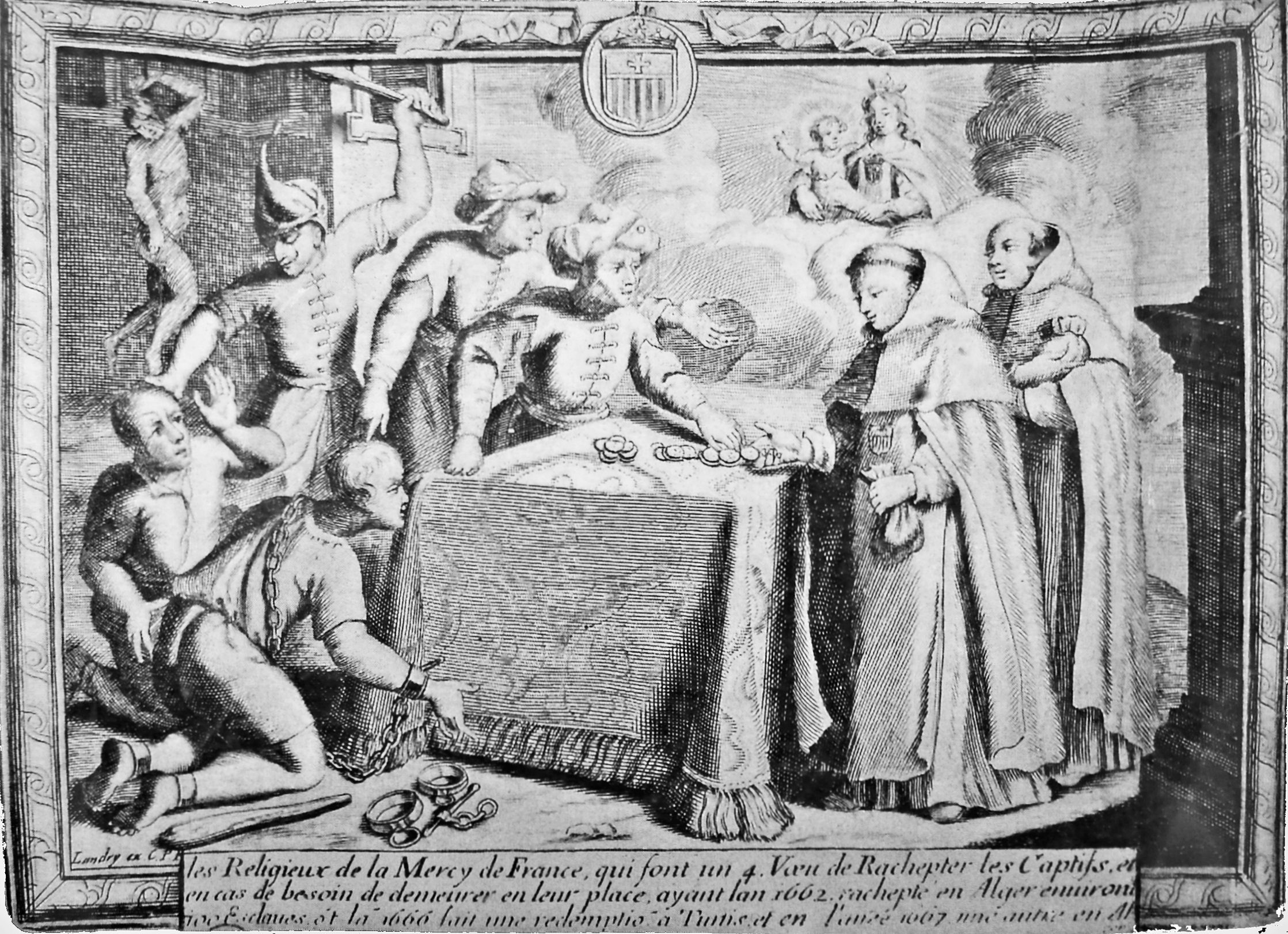
Riscatto di prigionieri cristiani da parte di monaci cattolici negli stati barbareschi

La tratta barbaresca degli schiavi era il commercio degli schiavi europei che fiorì, tra il XVI e il XIX secolo, negli Stati barbareschi del Maghreb, i maggiori dei quali detti Reggenze barbaresche. Questi mercati prosperarono mentre gli stati erano nominalmente sottoposti al dominio ottomano, ma nella sostanza autonomi.
Uomini, donne e bambini venivano catturati dai corsari barbareschi durante razzie sulle coste mediterranee, oppure mentre veleggiavano in alto mare e condotti presso i principali approdi maghrebini (Algeri, Tunisi, Tripoli). Alcuni rais (così erano chiamati i capitani corsari) attaccarono anche litorali più remoti di quelli mediterranei: si pensi alle sortite di Muràd verso le coste islandesi e irlandesi.
Robert Davis, insegnante di storia alla Ohio State University, descrive la tratta bianca degli schiavi come minimizzata dalla gran parte degli storici. Davis stima che, solamente da parte di schiavisti da Tunisi, Algeri e Tripoli, 1-1,25 milioni di cristiani europei vennero schiavizzati in Maghreb dall'inizio del XVI secolo alla metà del XVIII (questo numero non comprende gli europei schiavizzati dal Marocco ed altri assalitori delle coste del Mediterraneo), e circa 700 americani vennero fatti prigionieri in questa regione tra il 1785 e il 1815. Le statistiche doganali del XVI-XVII secolo suggeriscono che un ulteriore apporto di schiavi importati da Istanbul dal Mar Nero potesse arrivare ad un totale di 2,5 milioni dal 1450 al 1700.
Salvatore Bono, pur in linea con quest'ultimo dato, in un suo articolo fornisce una stima differente da Davis del fenomeno in Barberia, parlando di circa 850 mila gli europei schiavi in Nordafrica per il periodo 1500-1800.
Il mercato si rinfoltì con la fine delle guerre ispano turche, che corrispose a un aumento dell'attività corsara maghrebina. Tuttavia S. Bono suggerisce una maggior moderazione rispetto al considerare l'attività corsara maghrebina come fonte economica preminente in quelle zone; al contrario, dopo la sconfitta degli Stati barbareschi nelle guerre omonime, il mercato subì una contrazione e finì per cessare poco dopo il 1830, con la conquista francese dell'Algeria.

## Origini
Il mercato degli schiavi esisteva in Africa del nord fin dall'antichità, alimentato dagli schiavi dell'entroterra africano che arrivavano attraverso le vie commerciali trans-sahariane. Le città nordafricane erano registrate dagli antichi romani per il loro mercato degli schiavi, e il fenomeno continuò nel medioevo. Gli stati barbareschi aumentarono la loro influenza dal XV secolo, quando l'Impero ottomano prese il controllo dell'area: le Reggenze funsero da importanti approdi per la guerra corsara, che si inseriva in quella più ampia fra il sultano e l’Impero Spagnolo. Non indifferente per lo sviluppo della corsa fu anche la motivazione religiosa, fomentata dalla volontà di rivalsa dei rifugiati mori, espulsi dalla Spagna durante la Reconquista.
Gli equipaggi delle navi assaltate non sarebbero stati tutti ridotti in schiavitù: i prigionieri venivano attentamente ispezionati e i più benestanti sarebbero stati destinati a un rapido riscatto; ai meno abbienti sarebbero invece toccate in sorte le piazze del mercato, dove sarebbero stati venduti al miglior offerente.

## La crescita delle attività barbaresche
Dopo che una serie di rivolte a partire dalla fine del XVI ridusse il potere dei pascià ottomani a poco più che figure di rappresentanza, le città di Tripoli, Algeri, Tunisi divennero de facto indipendenti dalla Sublime Porta. In Algeria, ad esempio, senza una potente autorità centrale che li limitasse i corsari iniziarono a guadagnare influenza attraverso la loro corporazione, la taifa, un'assemblea che riuniva i principali armatori e i rais della reggenza. La taifa si contendeva il potere con un altro organo corporativo, quello giannizzero dell’ogiàk.
Gli assalti dei corsari per reperire schiavi avvenivano in città e villaggi della costa atlantica africana ed europea, ma gli attacchi si concentravano perlopiù verso le coste del Mediterraneo. Esistono resoconti di assalti pirateschi e rapimenti di italiani, spagnoli, francesi, portoghesi, inglesi, olandesi, irlandesi, scozzesi ed islandesi risalenti al periodo tra il XVI e il XIX secolo. Quando le razzie di uomini e donne erano particolarmente abbondanti il valore commerciale di uno schiavo sul mercato del Maghreb si riduceva di molto. Talvolta le spedizioni avevano un tale successo che le navi corsare non riuscivano a trasportare tutti i prigionieri che erano rivenduti sul posto ai loro congiunti ad un prezzo scontato.
Si stima che 1–1,25 milioni di europei siano stati catturati dai corsari barbareschi e venduti come schiavi sui mercati di Tunisi e Algeri.
Tra i famosi resoconti degli assalti pirateschi c'è quello che Samuel Pepys scrisse nel suo diario e un assalto su un villaggio costiero di Baltimore, in Irlanda, la cui popolazione venne interamente rapita dai corsari.
Gli assalti nel Mediterraneo erano così frequenti e devastanti che le coste tra Venezia e Malaga subirono un diffuso spopolamento, e gli insediamenti costieri vennero abbandonati. In effetti è stato detto che la conseguenza fu che alla fine «non c'era più nessuno da catturare».
Il potere e l'influenza di questi corsari in questo periodo era tale da costringere una nazione come gli Stati Uniti a pagare un tributo per evitare gli attacchi.
Oltre al riferimento americano, che subì però soltanto gli influssi tardivi della corsa (la cui “epoca d'oro” sta a cavallo fra fine XVI e primi del XVII secolo, con gli USA non ancora esistenti), si potrebbe far riferimento a M. Lenci, , per le contrattazioni Settecentesche fra Stati Europei e corsari. I paesi del Vecchio Continente, infatti, spesso si accordavano con i corsari per da un lato garantire la sicurezza delle proprie coste e dall’altro minare quella dei nemici europei.
I dati relativi al Mar Nero sembra fossero ancora peggiori. Una raccolta di statistiche parziali e stime disomogenee indicano che poco meno di due milioni di russi, ucraini e polacchi vennero catturati tra il 1468 e il 1694. Inoltre, c'erano gli schiavi dal Caucaso, provenienti sia dalle aggressioni che dal commercio. Le statistiche doganali del XVI e XVII secolo suggeriscono che l'importazione di schiavi dal Mar Nero da parte di Istanbul sia arrivata ad un totale di 2.5 milioni tra il 1450 al 1700.
Solo a partire dal XVII secolo inoltrato la portata di questo fenomeno si ridimensionò dal punto di vista politico: la sorveglianza delle coste migliorò grazie alla costruzione di torri di avvistamento e di difesa.

## Le condizioni di schiavitù

Il mercato degli schiavi, dipinto di Jean-Léon Gérôme (1884 circa).

Gli europei cristiani catturati erano portati al cospetto del pascià, figura nominalmente al comando della Reggenza, che avrebbe trattenuto per sé una quota dei prigionieri. Il giorno dell'asta uomini, donne e bambini venivano esposti in una grande piazza mercato, dove erano esibite le loro condizioni fisiche e le capacità artigianali, quindi la muscolatura e lo stato della dentatura. Le donne erano valutate perlopiù per l'età e la bellezza, così come sovente toccava anche a giovani uomini.
Se la persona era di alto lignaggio o un religioso, l'acquirente poteva operare una speculazione pensando di riscuoterne un riscatto. Esso, tuttavia, rimaneva una via per giungere alla libertà assai costosa: nel 1646 un emissario inglese pagò 38 sterline per schiavo, pari al guadagno annuale di un commerciante inglese benestante. Comunque, calcoli operati sui dati disponibili portano a concludere che il numero di prigionieri riscattati non superasse il 2% del totale.
Gli schiavi acquistati dallo Stato erano destinati ai lavori più disparati: dalla costruzione di fortificazioni al mantenimento della pulizia della città, a incarichi di servizio presso la dimora padronale (la cura dei figli, la pulizia della casa, il soddisfacimento dei bisogni del padrone); il destino peggiore sicuramente toccava a quelli relegati al disboscamento o alle miniere dell’entroterra. Lontani dalla costa e da possibili compratori, sarebbe stato quasi impossibile per tali schiavi rivedere casa.
Un amaro destino attendeva anche i prigionieri destinati alla galea: sarebbero stati incatenati ai remi, costretti a remare in balia delle intemperie, esposti ai vapori venefici della sentina, alle percosse dell’aguzzino, al pericolo di annegamento nel caso la galera fosse colata a picco. Tuttavia, essi potevano comunque godere parzialmente del bottino, di cui una parte era assegnata di diritto a ogni membro dell'equipaggio.
Molti dei prigionieri finivano per convertirsi all'Islam per sottrarsi alla propria sorte, divenendo rinnegati. I rinnegati furono talvolta determinanti per la corsa barbaresca; molti di loro, infatti, divennero importanti e temuti rais; questo esito, tuttavia, non era incoraggiato poiché comportava una perdita economica per il proprietario dello schiavo. I rinnegati furono importanti membri della società maghrebina e nerbo determinante dell’attività corsara (basti pensare alla figura di Ulug’ Ali).

## Declino

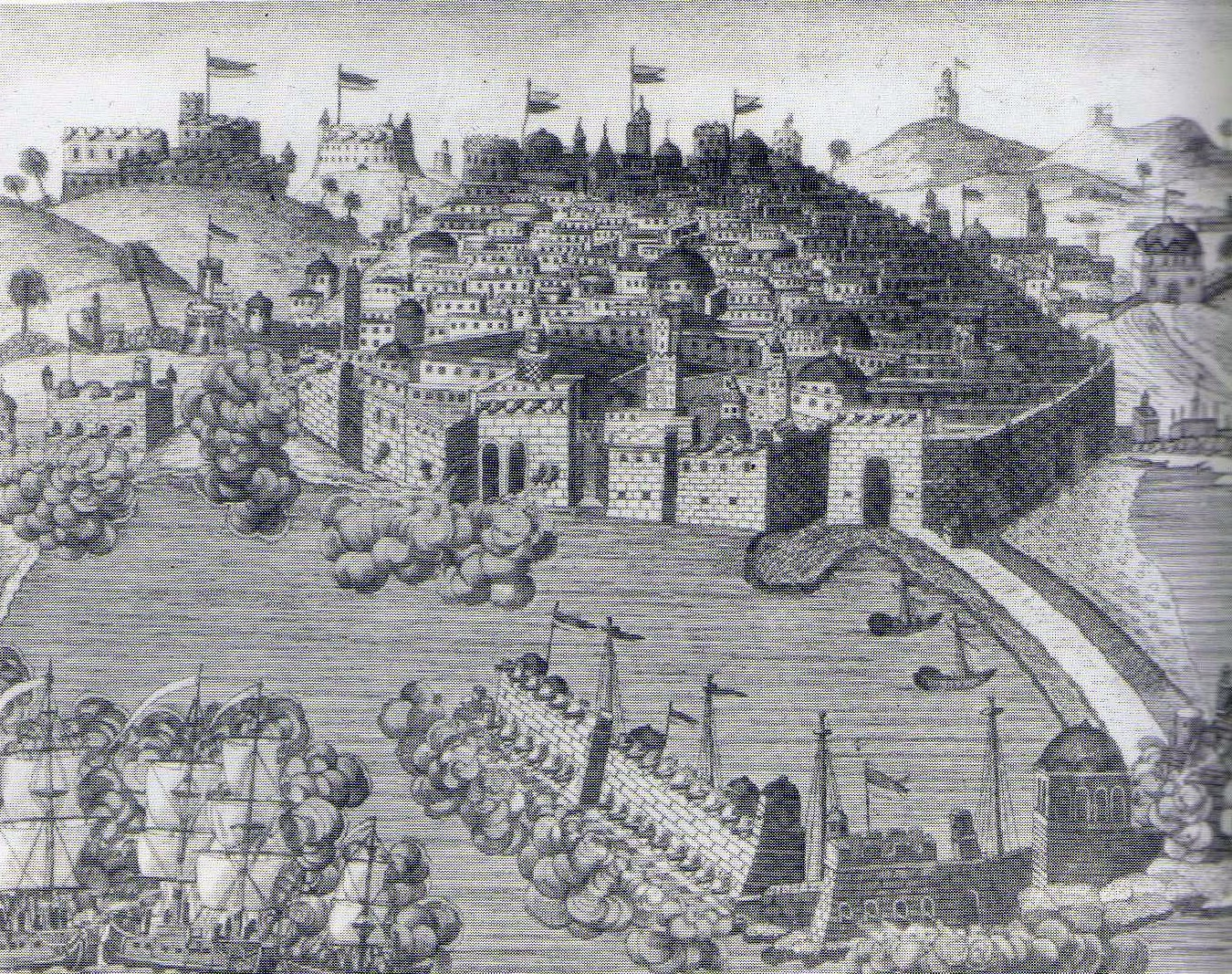
Bombardamento di Algeri nel 1682, di Abraham Duquesne

Nei primi anni del XIX secolo gli Stati Uniti e alcune nazioni europee ingaggiarono conflitti di vasta scala (la prima e la seconda guerra barbaresca) contro gli stati barbareschi. Le guerre barbaresche furono una risposta diretta di inglesi, francesi e olandesi agli assalti corsari. La tratta degli schiavi e il relativo mercato declinarono e infine scomparvero dopo l'occupazione europea. Dopo che il bombardamento di Algeri del 1816 immobilizzò gran parte della flotta piratesca, il dey di Algeri venne costretto ad un accordo i cui termini includevano la cessazione della schiavitù.
La attività corsara berbera, comunque, non cessò le proprie attività, tant'è che nel 1824 gli inglesi assaltarono nuovamente Algeri. Nel 1830 anche i francesi sbarcarono presso Algeri, imponendovi un controllo coloniale. Stessa sorte toccò a Tunisi nel 1881. Tripoli ritornò sotto il controllo ottomano nel 1835, prima di cadere in mani italiane nel 1911.
La conseguenza di ciò fu che i mercanti dovettero operare in accordo con le leggi dei loro governi, e non poterono più autoregolamentarsi. La tratta berbera degli schiavi finì quando i governi europei approvarono leggi che garantivano l'emancipazione degli schiavi.